# Stalle (Uccle)
Stalle est un quartier de la commune belge d'Uccle, dans la Région de Bruxelles-Capitale. Stalle est situé dans le nord-ouest de la commune, près de la frontière avec Forest.

## Histoire

Blason de la famille de Stalle.

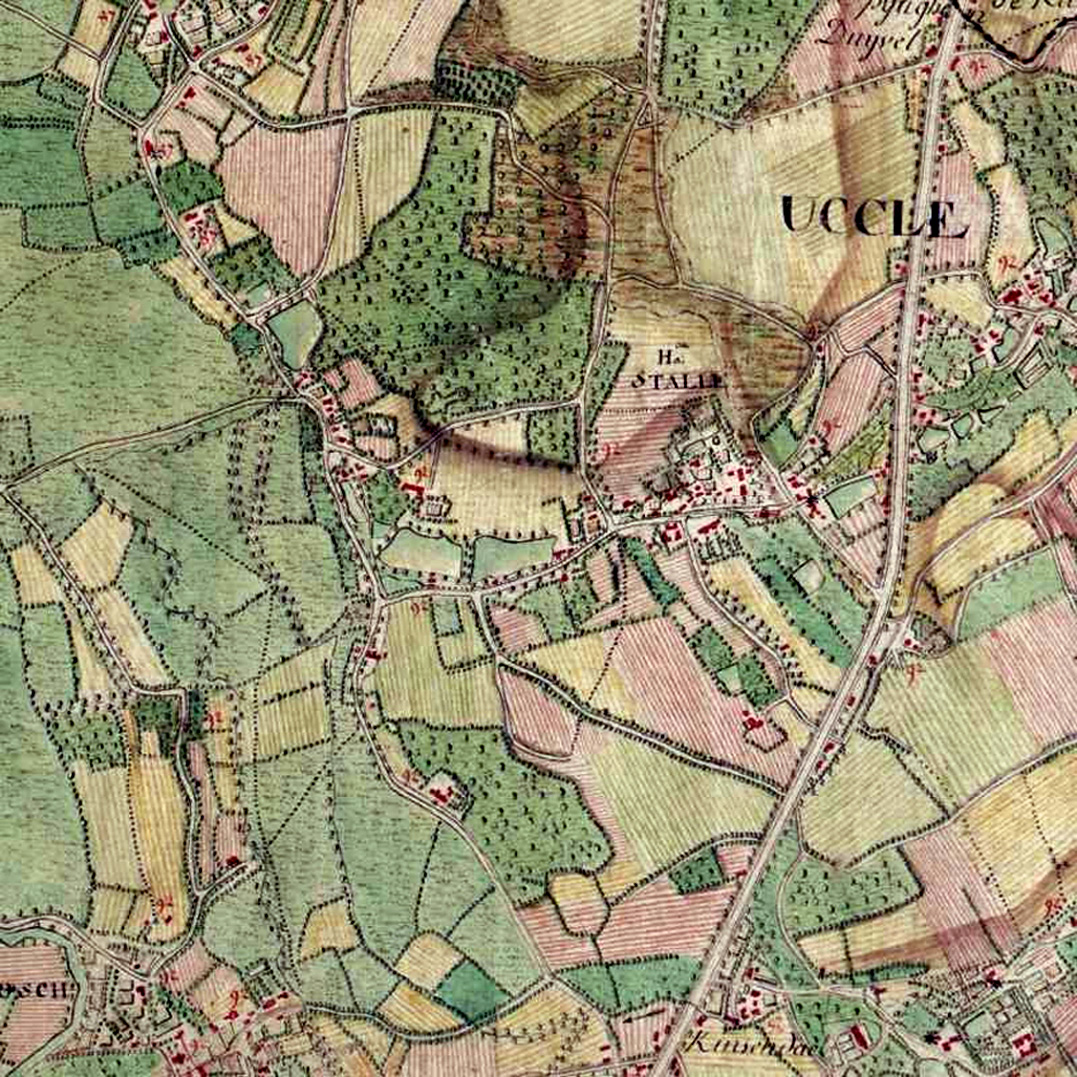
Uccle et de Stalle carte de Ferraris

Stalle était, depuis le Moyen Âge, une importante seigneurie à proximité du village d'Uccle. Les plus anciennes mentions des seigneurs de Stalle remontent au XIIe siècle. Durant les XIVe et XVe siècles, la première chapelle est construite à Stalle. Sur le carte de Ferraris, datant des années 1770, on retrouve Stalle à l'ouest d'Uccle aux alentours de la place où se trouve aujourd'hui la chapelle de Stalle. Quand à la fin de l'Ancien Régime, lorsque le territoire d'Uccle faisait partie de la République française, les communes sont créées, Stalle est réunie avec la seigneurie de Carloo et le village d'Uccle pour créer l'actuelle commune d'Uccle. Dans le nord-ouest, au confluent du Geleytsbeek et de l'Ucclebeek se trouvait Neerstalle. Au XIXe siècle et surtout au XXe siècle, ces anciennes zones rurales se sont fortement urbanisées. En 1873, la ligne de chemin de fer 124 est construite à travers le quartier ainsi que deux gares : Uccle-Stalle au nord et Uccle-Calevoet au sud sud.

### La seigneurie de Stalle
La première mention des seigneurs de Stalle date du XIIe siècle. Les premiers seigneurs hauts-justiciers furent :
- I.  Henri de Stalle, chevalier, qui décéda avant 1357 ;
- II.  Florent de Stalle, son fils, échevin de Bruxelles en 1319 et chevalier. Il avait épousé Dame Aleyde ;
- III.  Florent de Stalle, chevalier et échevin de Bruxelles en 1357, membre des Lignages de Bruxelles. C'est lui qui, avec son frère Daniel, fonda la chapelle de Stalle et la dota de terres.

#### Fiefs dépendant de la seigneurie de Stalle
La seigneurie d'Overhem
Ce fief se situait entre le Dieweg et Stalle, avec manoir, moulin dit du Clipmolen, bois et prés. Toutefois, en 1465,  Marguerite Hinckaert épouse de Louis de Mailly, obtint du souverain la réunion d'Overhem à la seigneurie de Stalle.
Le fief du Roetaert

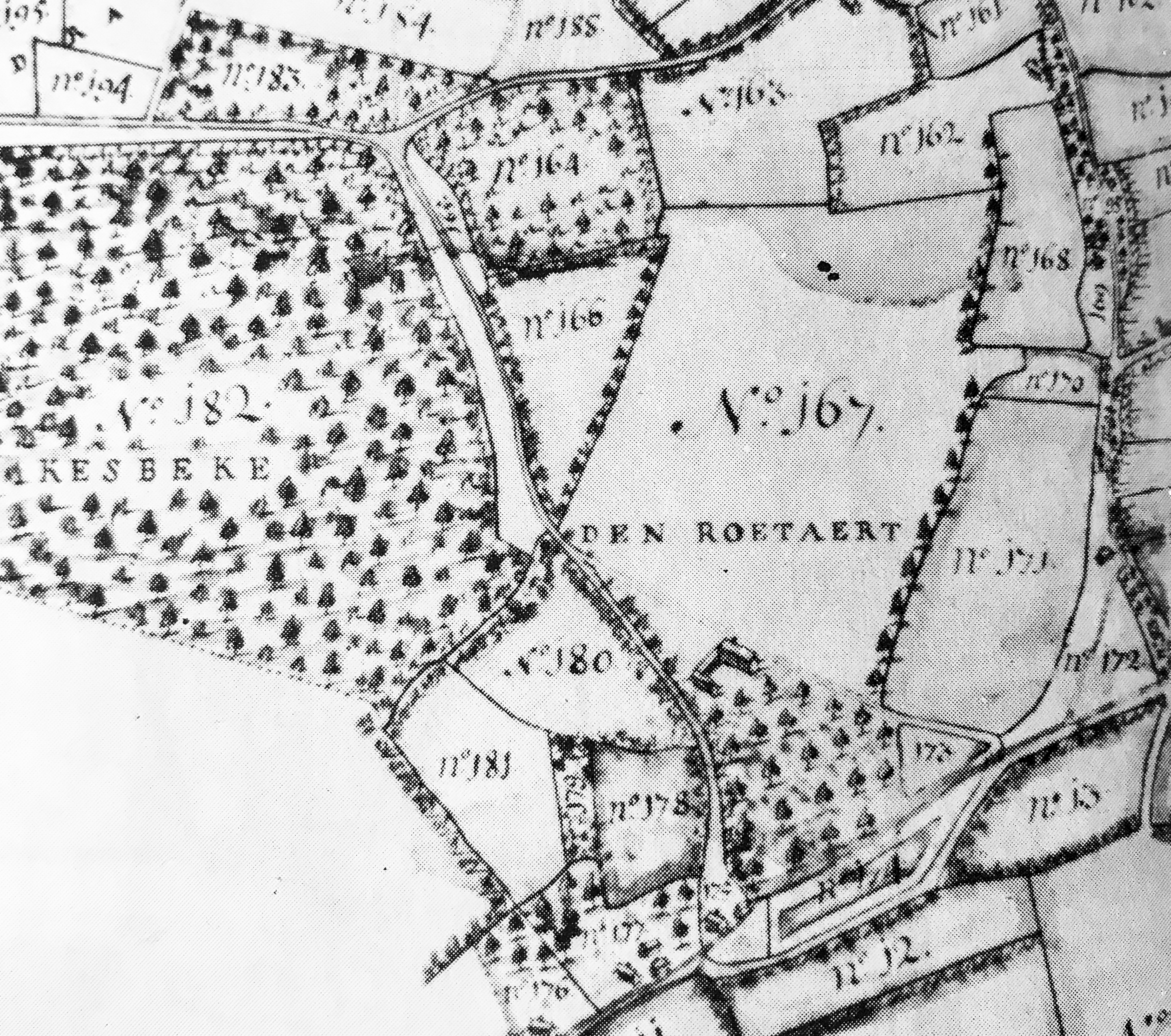
Le fief du Roetaert (N°. 167) sur un plan d'Uccle de 1741, date à laquelle il appartient à la famille van der Meulen. On y aperçoit le bois de Kersbeek (Kesbeke) à gauche.

Ce fief était situé à Neerstalle entre le bois de Kersbeek et l'Ukkelbeek. Sa superficie s'élevait à onze bonniers et demi de terres et prés avec le manoir du Roetaert. Il appartint successivement à:
- demoiselle Anne Marie Pauwels, veuve du Sieur Henri van Nijs, par achat le 19 juillet 1692 aux héritiers de Guillaume Lemmens;
- Lambert van der Meulen, époux d'Élisabeth Cosyns, par achat aux héritiers de François Opdenbosch, le 22 novembre 1718;
- Lambert Benoît François van der Meulen, fils de Lambert précité, à la suite du décès de son père;
- Demoiselle Élisabeth van der Meulen (1720-1769), épouse du  Sieur Jean-Baptiste van Dievoet (1704-1776), neveu du sculpteur  Pierre Van Dievoet (1661-1729), le 24 octobre 1754;
- François-Joseph van Dievoet (1754-1795) à la suite du décès de sa mère le 11 décembre 1769;
- Demoiselle Marie Élisabeth van Dievoet (1752-1828), épouse du  Sieur Charles Marie Joseph Leyniers (1756-1822) par achat à son frère François Joseph van Dievoet en date du 24 novembre 1784.

## Monuments

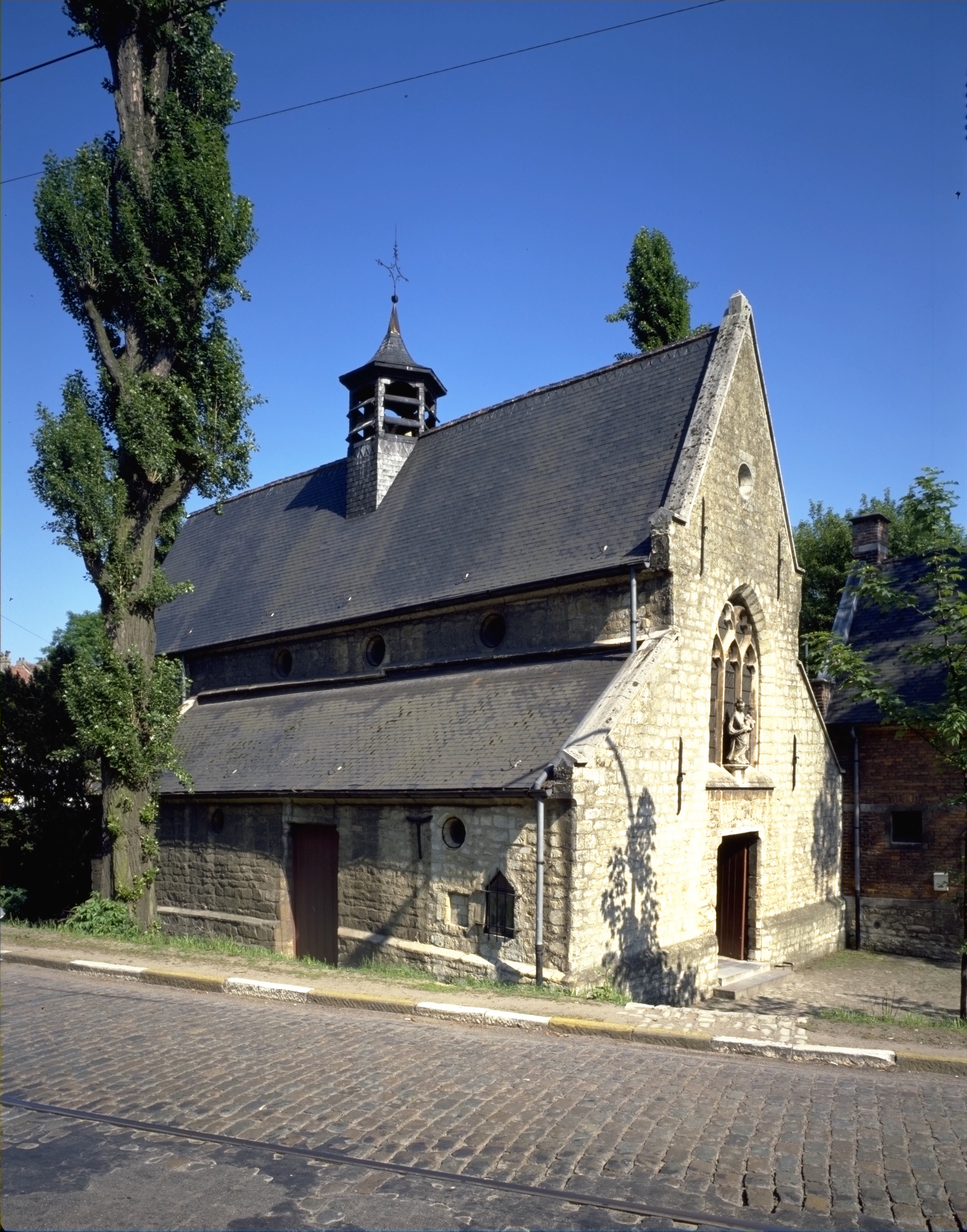
Chapelle de Stalle

- La chapelle Notre-Dame-des Affligés, aussi connu comme la chappele de Stalle datant du 14e siècle. La chapelle actuelle date du 15e siècle et est un bâtiment classé.
- La gare d'Uccle-Stalle
- L'Église Saint-Paul, datant du 20e siècle.

## Transport
La chaussée d'Alsemberg traverse le quartier. La ligne 4 du tramway relie Stalle avec le centre de Bruxelles et part à l'ouest de Stalle, près de la frontière avec la région Flamande.
Le long de la ligne de chemin de fer 124 , la gare d'Uccle-Stalle (juste au nord du quartier) et Uccle-Calevoet (sud du quartier).

## Honneur
L'astéroïde (12340) Stalle porte son nom.

## Sources
- (nl) Cet article est partiellement ou en totalité issu de l’article de Wikipédia en néerlandais intitulé « Stalle » (voir la liste des auteurs).